# Molopopterus perlus
Molopopterus perlus är en insektsart som beskrevs av Pieter D. Theron 1978. Molopopterus perlus ingår i släktet Molopopterus och familjen dvärgstritar. Inga underarter finns listade i Catalogue of Life.